# Спутник (город)
Спутник, также Новый Владивосток — проектируемый город-спутник Владивостока.

## Физико-географическая характеристика

### Географическое положение
Проектируемый город располагается на территории опережающего социально-экономического развития «Надеждинская», на земельных участках площадью 925 га. По автомобильным дорогам расстояние до краевого центра города Владивосток составляет 32 км; до ближайшего города Артём — 27 км; до аэропорта — 30 км.

## История

### Основание города
Первое упоминание о городе датировано 31 августа 2021 года, когда глава Минвостокразвития Алексей Чекунков в интервью РБК поделился планами о строительстве нового города-спутника. Соглашение о создании города Спутник подписали 3 сентября 2021 года на Восточном экономическом форуме председатель правительства Приморья Вера Щербина, представители Министерства России по развитию Дальнего Востока и Арктики, АО «Корпорация развития Дальнего Востока и Арктики», корпорации развития «ВЭБ.РФ» и ООО «Новые Городские Проекты». Город станет частью общей агломерации, численность населения которой, как ожидается, в течение 10 лет достигнет миллиона жителей.
Как заявил глава Минвостокразвития Алексей Чекунков, на первый этап создания нового города Спутник потребуется порядка 100 миллиардов рублей.

### Разработка концепции города
В мае 2022 года Корпорация по развитию Дальнего Востока и Арктики поручила подготовить концепцию нового города за 370 миллионов рублей ООО «Научно-исследовательский институт перспективного градостроительства» (НИИ ПГ) из Санкт-Петербурга, возглавляемому заслуженным архитектором Российской Федерации, доктором архитектуры, профессором, академиком РААСН Митягиным С. Д. и кандидатом географических наук, членом-корреспондентом РААСН Спириным П. П.
В мае 2022 года было анонсировано, что концепцию нового города Спутник представят на седьмом Восточном экономическом форуме в сентябре 2022 года.
В ходе ПМЭФ в июне 2022 года министр по развитию Дальнего Востока и Арктики Алексей Чекунков сообщил, что стоимость первого этапа проекта составит 300 миллиардов рублей.
В июле 2022 года под председательством главы Минвостокразвития Алексея Чекункова прошло заседание рабочей группы по реализации проекта создания города-спутника Владивостока, на котором была рассмотрена стратегия пространственного и социально-экономического развития территории. Представленный директором НИИ перспективного градостроительства (НИИ ПГ) Павлом Спириным проект стратегии предполагает создание на перспективных площадках территории опережающего развития «Надеждинская» комфортных жилых кварталов общей площадью 2,8 млн м² для 93 тысяч жителей, объектов инженерной и социальной инфраструктуры. В частности, планируется построить 29 детских садов, 9 школ, стадионы, 2 спорткомплекса, 2 культурных центра. Проектом развития территории предусмотрено создание профессионально-образовательного, туристического и креативного кластеров, медицинского центра, общественных пространств, IT-центра, объектов отдыха, досуга и спорта.
Макет будущего города был представлен петербургскими разработчиками на ВЭФ-2022. По задумке авторов, в нём будет благоустроена набережная с парком, большим семейным развлекательным центром и яхтенной мариной. В проекте представлена бухта с морским портом и школой парусного спорта, на набережной также появится «Цифровой маяк». В деловом центре в здании-айсберге может разместится Минвостокразвития.

## Население
Первоначально заявлялось, что Спутник будет рассчитан на проживание 300 тыс. жителей. В дальнейшем Корпорацией развития Дальнего Востока и Арктики (КРДВ) и НИИ перспективного градостроительства (ООО «НИИ ПГ») было объявлено, что всего на проектируемой территории будет проживать около 100 тыс. человек.

## Критика
Как отмечалось в СМИ, проект Спутника вызвал у жителей Приморья ассоциацию с Нью-Васюками.
Николай Матвиенко, экономист, бывший начальник комитета по инвестициям администрации города Владивостока:

Сама идея создания города Спутника – глупая, даже как «идея», потому что не только не решает  ни одной реальной проблемы, но, наоборот, – отгораживается от них, гламурным актом вельможного пустозвонства отвлекает от решений там, где они еще возможны.
<…>
На болтовню тратится время, силы, бюджеты… И все лишь ради «инфоповода», худо-бедно чем-нибудь заполнить бессодержательную повестку очередного «экономического форума». Сколько их уже было, таких вот «концептов развития»? «Владивосток – центр международного сотрудничества в АТР», «остров Русский – инновационный кластер», «Свободный порт», «агломерация».

Председатель ассоциации «Застройщики Владивостокской городской агломерации» (АЗВГА) Владимир Исаков:

Если честно, не совсем понимаю, зачем сегодня планировать стройку в районе поселка Западного. Безусловно, развитие Владивостокской агломерации должно идти вдоль дороги Де-Фриза – в сторону Надеждинского района и Артема. Но там уже работают застройщики – «DNS Девелопмент» и другие компании. И на мой взгляд, логичнее было бы помочь сегодня девелоперам в части обеспечения этой территории сетями, вместо того чтобы отвлекать ресурсы в сторону Западного. Тем более качественное освоение здесь земельных участков может дать около 1 млн «квадратов» жилой площади.

Из материалов схемы территориального планирования Надеждиного района Приморского края, подготовленной приморскими специалистами в 2011 году, следует, что территория, выбранная для размещения города, является неблагоприятной для строительства.
По сообщениям СМИ, зрители и эксперты, в том числе местные яхтсмены, усомнились в презентованной на ВЭФ-2022 идее разместить в Спутнике на побережье Амурского залива большую яхтенную марину, морской порт и школу парусного спорта. Как указано в лоции северо-западного берега Японского моря, северная часть Амурского залива отличается малыми глубинами и большим количеством каменистых и песчано-илистых банок; особенно много банок с глубинами 0,2-5 м в районе, расположенном к NE от линии, соединяющей острова Речной и Скребцова.